# Neuvy-Bouin
Pour les articles homonymes, voir Neuvy et Bouin.
Neuvy-Bouin (en poitevin Nevi) est une commune du Centre-Ouest de la France située dans le département des Deux-Sèvres, en région Nouvelle-Aquitaine.

## Géographie
Neuvy-Bouin est située à l'ouest du département des Deux-Sèvres, au centre de « la Gâtine ».

### Localisation et communes limitrophes
Le territoire de la commune est limitrophe de ceux de sept autres communes :
| Largeasse         | La Chapelle-Saint-Laurent | Clessé          |
| Trayes            | Neuvy-Bouin               |                 |
| Vernoux-en-Gâtine | Secondigny                | Pougne-Hérisson |

## Toponymie
Le nom de la commune a été formé en 1793 par la fusion des deux communes de :
- Trévy (Neuvy) ; Novit en 1110 (du bas latin novus vicus → bourg neuf) ; le nom de la ville est attesté, sous les formes Noviacus au XIIIe siècle, en 1274, et Novic vers 1278, de Novusvicus : Novus « neuf » et Vicus « village »
et de :
- Bouin ; Boyn en 1274 ; Bouyn en 1555 ; Bouhin en 1716 ; Boin en 1783.
En poitevin-saintongeais, le nom de la commune est Nevy.

### Hydrographie
La Sèvre Nantaise prend sa source à 215 m d'altitude sur le plateau de Gâtine, au village des Gâs sur la commune de Neuvy-Bouin (voir carte IGN). Elle traverse ensuite les départements de la Vendée, de Maine-et-Loire et de la Loire-Atlantique selon une direction nord-ouest, avant de se jeter dans la Loire à Nantes (quartier Nantes-Sud-Pirmil).

### Voies de communication et transports

#### Transports automobiles
La commune est située sur l'axe Bressuire-Niort (la RD 748) à 10 km au Nord de Secondigny et à 15 km à l’Ouest de Parthenay.

#### Transports en commun
La commune est desservie par la ligne 13 du réseau de bus RDS du département des Deux-Sèvres qui relie Bressuire à Niort.

### Climat
Pour des articles plus généraux, voir Climat de la Nouvelle-Aquitaine et Climat des Deux-Sèvres.
Historiquement, la commune est exposée à un climat océanique du nord-ouest.
En 2020, Météo-France publie une typologie des climats de la France métropolitaine dans laquelle la commune est exposée à un climat océanique et est dans la région climatique Poitou-Charentes, caractérisée par un bon ensoleillement, particulièrement en été et des vents modérés.
Pour la période 1971-2000, la température annuelle moyenne est de 11,1 °C, avec une amplitude thermique annuelle de 14,8 °C. Le cumul annuel moyen de précipitations est de 944 mm, avec 12,8 jours de précipitations en janvier et 7,1 jours en juillet. Pour la période 1991-2020, la température moyenne annuelle observée sur la station météorologique la plus proche, située sur la commune de Pougne-Hérisson à 5 km à vol d'oiseau, est de 11,8 °C et le cumul annuel moyen de précipitations est de 933,7 mm,. Pour l'avenir, les paramètres climatiques de la commune estimés pour 2050 selon différents scénarios d’émission de gaz à effet de serre sont consultables sur un site dédié publié par Météo-France en novembre 2022.

## Urbanisme

### Typologie
Au 1er janvier 2024, Neuvy-Bouin est catégorisée commune rurale à habitat très dispersé, selon la nouvelle grille communale de densité à sept niveaux définie par l'Insee en 2022.
Elle est située hors unité urbaine et hors attraction des villes,.

### Occupation des sols
L'occupation des sols de la commune, telle qu'elle ressort de la base de données européenne d’occupation biophysique des sols Corine Land Cover (CLC), est marquée par l'importance des territoires agricoles (92,4 % en 2018), en diminution par rapport à 1990 (93,8 %). La répartition détaillée en 2018 est la suivante : 
zones agricoles hétérogènes (45 %), prairies (33,4 %), terres arables (14 %), forêts (6,2 %), zones urbanisées (1,5 %). L'évolution de l’occupation des sols de la commune et de ses infrastructures peut être observée sur les différentes représentations cartographiques du territoire : la carte de Cassini (XVIIIe siècle), la carte d'état-major (1820-1866) et les cartes ou photos aériennes de l'IGN pour la période actuelle (1950 à aujourd'hui).

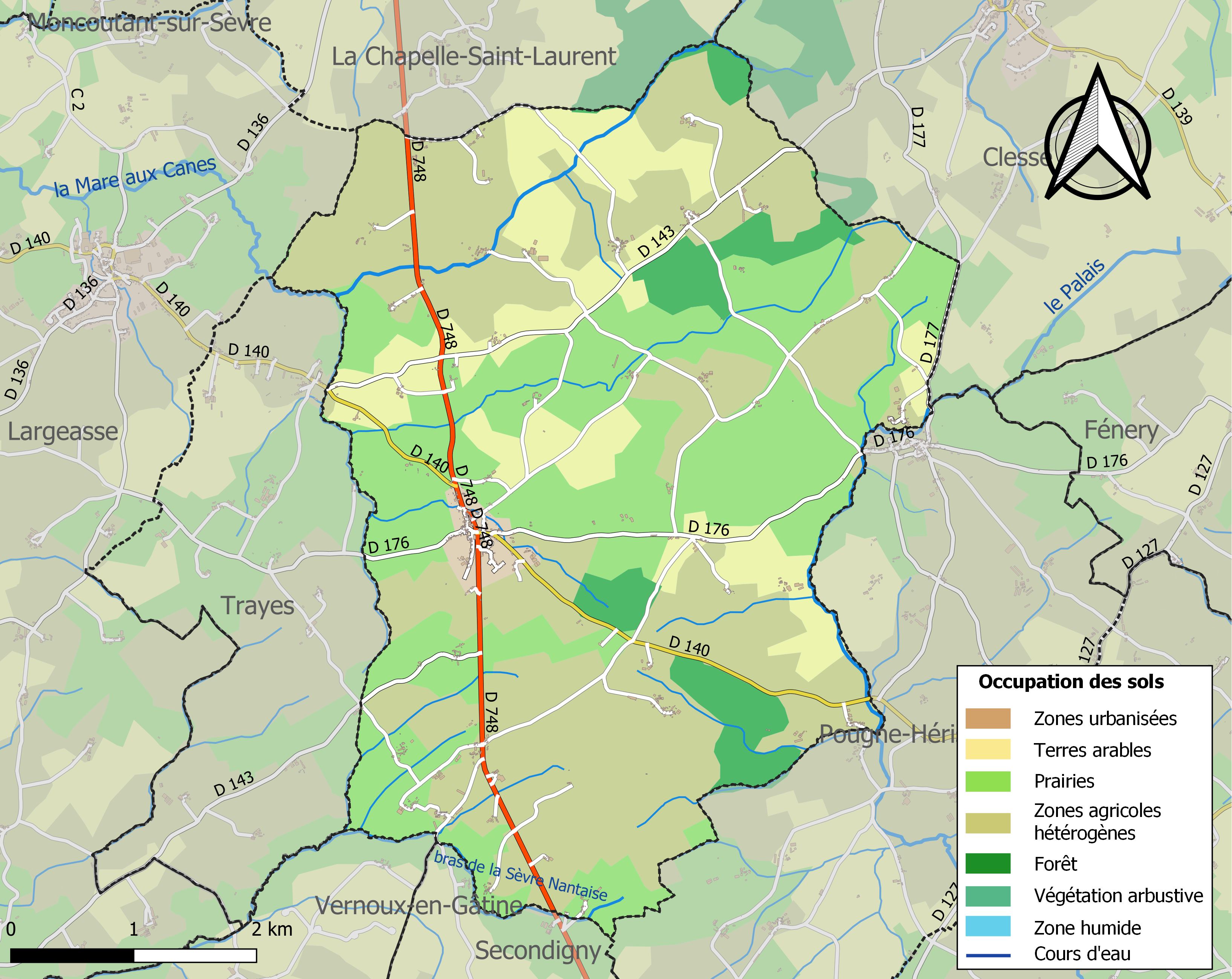
Carte des infrastructures et de l'occupation des sols de la commune en 2018 (CLC).

### Risques majeurs
Le territoire de la commune de Neuvy-Bouin est vulnérable à différents aléas naturels : météorologiques (tempête, orage, neige, grand froid, canicule ou sécheresse), inondations, mouvements de terrains et séisme (sismicité modérée). Il est également exposé à un risque technologique, le transport de matières dangereuses, et à un risque particulier : le risque de radon. Un site publié par le BRGM permet d'évaluer simplement et rapidement les risques d'un bien localisé soit par son adresse soit par le numéro de sa parcelle.

#### Risques naturels
Certaines parties du territoire communal sont susceptibles d’être affectées par le risque d’inondation par débordement de cours d'eau, notamment le Palais et la Mare aux Canes. La commune a été reconnue en état de catastrophe naturelle au titre des dommages causés par les inondations et coulées de boue survenues en 1982, 1983, 1999 et 2010,.

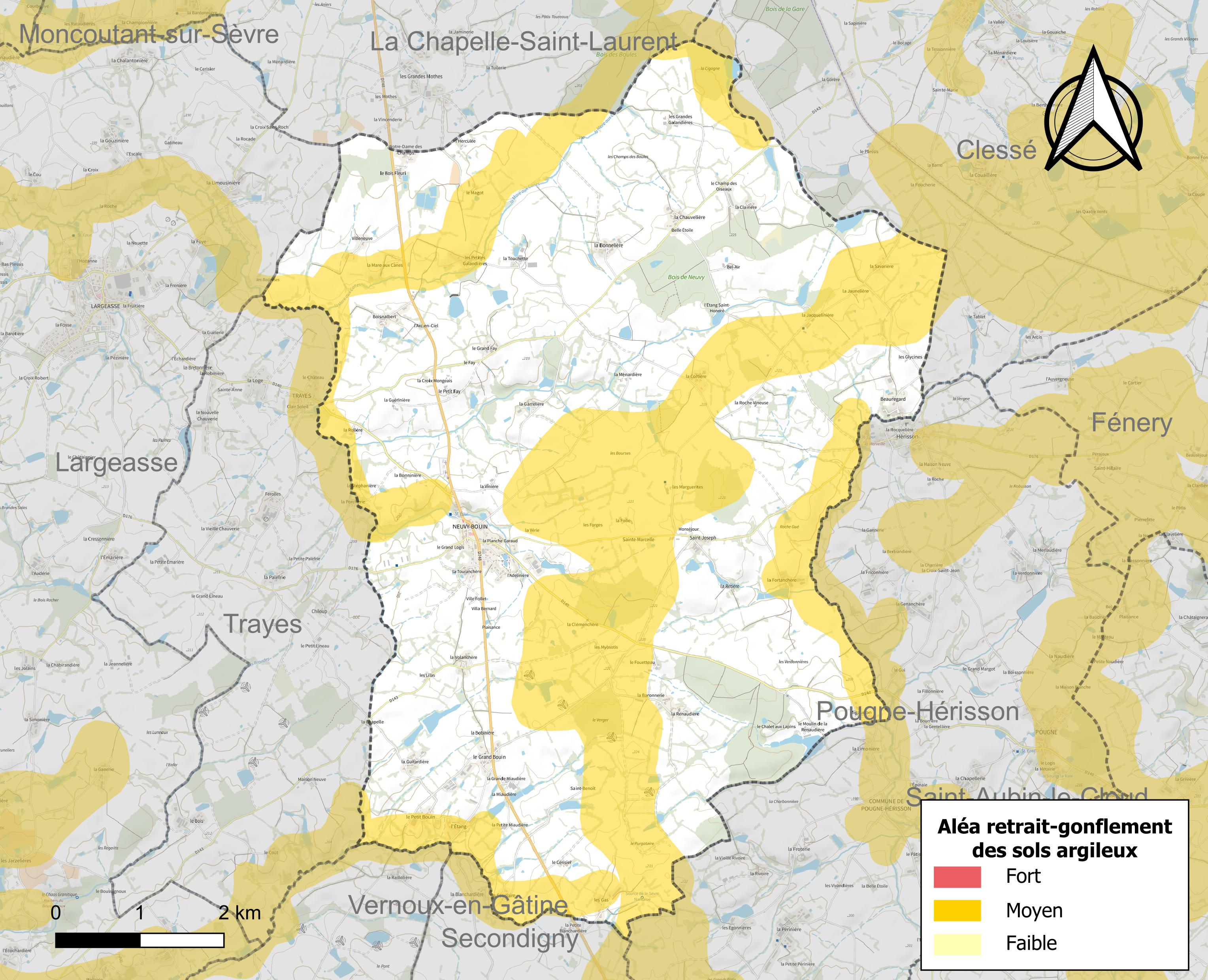
Carte des zones d'aléa retrait-gonflement des sols argileux de Neuvy-Bouin.

Les mouvements de terrains susceptibles de se produire sur la commune sont des tassements différentiels. Le retrait-gonflement des sols argileux est susceptible d'engendrer des dommages importants aux bâtiments en cas d’alternance de périodes de sécheresse et de pluie. 35,6 % de la superficie communale est en aléa moyen ou fort (54,9 % au niveau départemental et 48,5 % au niveau national). Depuis le 1er octobre 2020, en application de la loi ELAN, différentes contraintes s'imposent aux vendeurs, maîtres d'ouvrages ou constructeurs de biens situés dans une zone classée en aléa moyen ou fort,.
La commune a été reconnue en état de catastrophe naturelle au titre des dommages causés par des mouvements de terrain en 1999 et 2010.

#### Risque particulier
Dans plusieurs parties du territoire national, le radon, accumulé dans certains logements ou autres locaux, peut constituer une source significative d’exposition de la population aux rayonnements ionisants. Selon la classification de 2018, la commune de Neuvy-Bouin est classée en zone 3, à savoir zone à potentiel radon significatif.

## Histoire

### Moyen Âge
La paroisse de Bouin (Boyn en 1274, Boin en 1783) appartenait à l’abbaye de Bourgueil. Elle relevait, dès le XIIIe siècle, de la Renaudière et dépendait en partie de la châtellenie de Châteauneuf-en-Gâtine (Largeasse).
Rien ne subsiste, hormis quelques vestiges incorporés dans d’autres bâtiments, de ce qui fut l’église Notre-Dame-de-Bouin. Aux termes d’un marché conclu, en 1811, avec la commune de Neuvy-Bouin, les maçons Baschard et Pradeau, de Fenioux, la démolirent et construisirent à sa place une petite maison.

### Temps modernes
Le cimetière situé devant l’église, là où se trouve aujourd'hui un jardin, a disparu à la même époque. Tout près, dans un cul-de-sac, subsiste une ancienne maison noble, du début du XVIIe siècle. C’était l’habitation de Hierosme Allard, seigneur de Bouin, époux d'Anne Bourdet, fille d’un procureur de Parthenay.
À la fin du XVIe siècle, le curé de Neuvy, François Baudin logeait à la Rochevineuse, alias Boysnerbert, l’église et le presbytère ayant été pillés et en partie détruits, au cours des guerres de religion par le huguenot Le Roux, de Nueil-les-Aubiers, petit-fils de Jean Parthenay l’Archevêque.
En 1598, en un temps de grande pénurie, deux curés pourtant se disputaient les maigres bénéfices de la paroisse.
Lorsqu’il la visita en 1598, l’archiprêtre de Parthenay constata que l’église, en misérable état, était sans cloche et toute découverte. Le curé, Pierre Baudoin, n’y pouvait célébrer décemment les offices par temps de pluie et, lui-même fort démuni, avait dû chercher abri ailleurs que dans les ruines de la maison presbytérale.
En 1639, le curé Jaque Mulot, fit graver sur la porte du presbytère une inscription rappelant qu’il avait été reconstruit par ses soins. L’église possédait alors un clocher-porche, une seule cloche et deux chapelles, celles de la Sainte Vierge et de saint Eutrope.
En 1686, le curé Samoyault affirmait « manquer de tout ». En 1742, l’autel baignait dans l’eau et d’Escoublanc, seigneur de Bouin et de Trayes, envisageait de faire reconstruire l’église avec le concours de ses paroissiens. En 1777 la situation ne s’était pas améliorée et la messe était célébrée à Neuvy.

### Révolution française et Empire
La Révolution enleva aux curés de Neuvy leur presbytère endommagé pendant la Terreur par les Bleus. Les citoyens Jean-Baptiste et Pierre Grellier furent désignés, en 1789, pour représenter les habitants de Neuvy à la réunion du Tiers-État. Ceux de Bouin, de leur côté, déléguèrent deux cultivateurs : René Boissard et François Allard.
La commune de Neuvy-Bouin a été formée en 1793 par la fusion des deux communes de Trévy et de Bouin.
Le curé de Bouin, Nicolas Fradin, prêta serment, se rétracta et mourut avant la Terreur. Son confrère de Neuvy René Gée, eut la même attitude. Sa rétractation lui valut d’être arrêté et emprisonné au donjon de Niort. Il y succomba le 13 novembre 1793.
Jacques Chevalier, greffier de la municipalité de Neuvy, comparut le 4 décembre 1793, devant le tribunal criminel des Deux-Sèvres. Il lui était reproché d’avoir fourni des vivres aux insurgés du Bocage et d’avoir colporté leurs proclamations. Il échappa de justesse à la guillotine, mais fut condamné à la déportation. Le 29 janvier suivant, traduit devant le même tribunal, le maire de Neuvy Pierre Loubeau, suspecté d’avoir tenu des propos inciviques, affirma avec force qu’il était un bon républicain. On l’acquitta. Deux habitants de la commune moururent dans la prison de Niort : Jacques Gonnord, le 23 novembre 1793 et Jean Gonnord, le 17 mars 1794.
L’insécurité résultant de la proximité du théâtre d’opération de la guerre de Vendée et le passage redouté des combattants des deux camps provoquèrent un exode massif de toute une partie de la population vers des secteurs moins exposés. Nombre d’entre eux, sans ressources et loin de leurs villages, ne trouvèrent ailleurs que d’inconfortables abris et durent s’abriter parfois dans huttes recouvertes de genêts. Le froid, la sous-alimentation, les épidémies occasionnèrent parmi eux d’effroyables ravages. De nombreux habitants préférèrent s'exiler loin des combats qui faisaient rage entre les Bleus et les Blancs. Telle une veuve qui s'était réfugiée à Champdeniers avec ses six enfants ; la pauvre femme les vit mourir de faim et de froid les uns après les autres.
En octobre 1798, dans le bourg, des insurgés abattirent l’arbre de la liberté et molestèrent le président du district de Parthenay. La tranquillité des bourgs et des villages demeura longtemps menacée par des bandes d’individus qui, sous couvert de motivations politiques, vivaient de rapines et du produit de leurs mauvais coups.
En 1803, l’ancien curé de Trayes, l’abbé Glaton, se vit confier la paroisse de Neuvy-Bouin.

### Époque contemporaine
En 1830, la commune de Bouin est rattachée à celle de Neuvy.
À cette date l'inventaire du préfet Dupin nous indique : Neuvi et Bouin: commune au nord et à 9 km de Secondigny. La population de cette commune est de 361 individus. Son territoire arrosé par plusieurs petits ruisseaux sans nom, produit du seigle, un peu de blé noir, de chanvre, de lin et de pomme de terre; il contient quelques pièces de mauvais bois et trois petits étangs. Il y a deux moulins à eau. On fait le commerce de bœufs et mulasses que les cultivateurs élèvent.
Édifiée d’après les plans de l’architecte Boutaud, de Poitiers, l’église actuelle a été consacrée le 13 mai 1901.
En 1987, l'ANDRA a mené une étude pour l'enfouissement des déchets nucléaires à Neuvy-Bouin. La lutte a été menée sur le terrain de février 1987 jusqu'à la décision de moratoire prise par Michel Rocard en 1990. Il y avait deux associations « pacsées »[Quoi ?] qui ont travaillé pendant trois ans ensemble sur le terrain : tous les comités locaux étaient réunis au sein de CIAD, et Granit recrutait plus large, au-delà du site - avec une même parole par rapport aux politiques et aux médias. Elles n’ont jamais prôné la violence mais une fermeté sans faille et ont toujours agi en public. Elles disposaient de 24 tracteurs grillagés. Des blocs de granite ont été utilisés pour murer des accès, une caravane est restée campée en observation quatorze mois sur le site et tous les mouvements de l’ANDRA étaient épiés. Leurs locaux ont été vidés, murés, goudronnés, emplumés. La population était rapidement mobilisée avec le réseau téléphonique. Et jusqu’au moratoire le site a été occupé et personne ne passait plus, sauf le bus scolaire. Les élus sont venus s’ils avaient envie de venir. Avec les élections, ils finissaient par le faire ou étaient sanctionnés. Il n’y a pas eu de revendication politique du mouvement. Les Verts se sont joints mais à titre personnel.
En 2010, le spectacle Village Toxique de Nicolas Bonneau au « Nombril du Monde » revient sur cette époque.

## Politique et administration

### Liste des maires
| Période   | Période                     | Identité         | Étiquette | Qualité |
| --------- | --------------------------- | ---------------- | --------- | ------- |
| mars 1953 | mars 1971                   | Fernand Gazeau   | SE        |         |
| mars 1971 | mars 1989                   | Jean Morin       | SE        |         |
| mars 1989 | mars 2001                   | Régis Beaujeault | SE        |         |
| mars 2001 | mars 2008                   | Gérard Motard    | SE        |         |
| mars 2008 | 2010                        | Antoine Brosseau | SE        |         |
| 2010      | En cours (au 30 avril 2014) | Yolande Sechet   | SE        |         |

### Rattachements administratifs et électoraux
Du point de vue administratif, la commune fait partie de  l'arrondissement de Parthenay et de la communauté d'agglomération du Bocage bressuirais dont elle a demandé son rattachement au 1er janvier 2014.
Du point de vue électoral, la commune relève du canton de Cerizay.

### Politique environnementale

#### Gestion de l'eau
Une station d'épuration est en service pour les habitations du bourg, pour les lieux-dits à l’extérieur du bourg l'assainissement est individuel.

#### Énergies renouvelables
Un parc éoliens de 14 éoliennes a été installé à Neuvy-Bouin, à Vernoux-en-Gâtine et Trayes. Avec cinq turbines Vestas V90/2000 (puissance de 2 000 kW) la commune permet d'alimenter l'équivalent de 10 000  à   15 000 foyers. Le parc dans sa globalité avec 28 000 kW installés permet d'alimenter l'équivalent de 23 000 foyers hors chauffage.
En 2017, la mairie créée le service public industriel et commercial « production d'énergie renouvelables » destiné au projet d’installations de panneaux photovoltaïques mais également à permettre ultérieurement de porter d’autres projets liés aux énergies renouvelables. À partir de juin 2017, 108 panneaux solaires sont installés sur le toit de l'église, 135 également sur le toit de la salle des fêtes, et d'autre sur le toit de la mairie, de l'atelier communal ainsi que sur le toit de deux des logements locatifs communaux. La production total d'électricité photovoltaïque annuelle est estimée à 102 000 kWh.
Un nouveau parc éoliens est en cours de développement par la société WPD depuis 2015, il serait situé sur les communes de Neuvy-Bouin, La Chapelle-Saint-Laurent et Clessé. Le parc serait constitué de trois à six éoliennes d'une puissance de 3 MW. Le projet doit encore être validé et pourrait être construit en 2020.

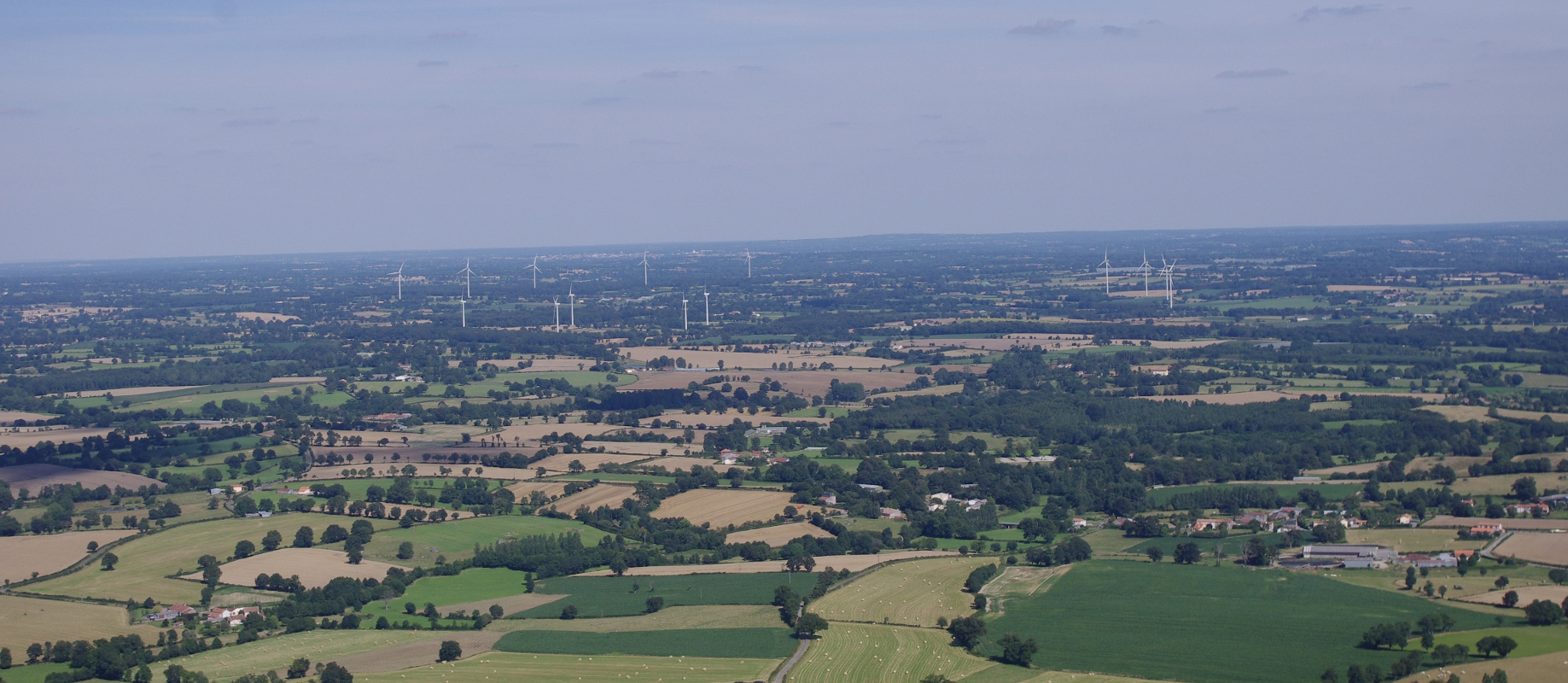
Parc éoliens.
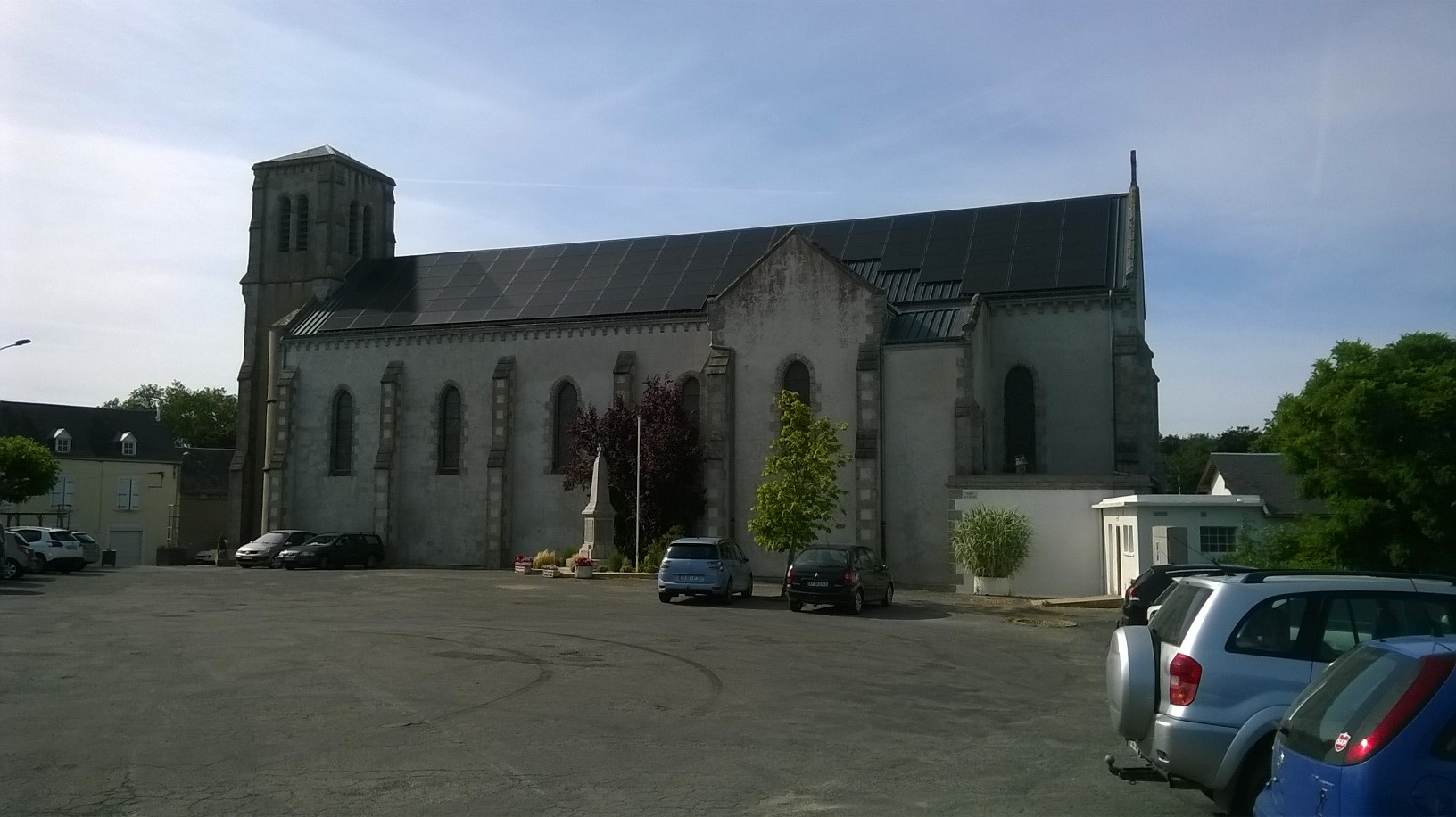
L'église de Neuvy-Bouin avec son toit recouvert de panneaux solaires.

## Population et société

### Démographie
À partir du XXIe siècle, les recensements réels des communes de moins de 10 000 habitants ont lieu tous les cinq ans. Pour Neuvy-Bouin, cela correspond à 2005, 2010, 2015, etc. Les autres dates de « recensements » (2006, 2009, etc.) sont des estimations légales.
| 1793 | 1800 | 1806 | 1821 | 1831 | 1836 | 1841 | 1846 | 1851 |
| ---- | ---- | ---- | ---- | ---- | ---- | ---- | ---- | ---- |
| 552  | 361  | 401  | 555  | 587  | 655  | 601  | 680  | 724  |

| 1856 | 1861 | 1866 | 1872 | 1876 | 1881 | 1886 | 1891 | 1896  |
| ---- | ---- | ---- | ---- | ---- | ---- | ---- | ---- | ----- |
| 742  | 734  | 788  | 810  | 865  | 900  | 961  | 976  | 1 002 |

| 1901 | 1906 | 1911 | 1921 | 1926 | 1931 | 1936 | 1946 | 1954 |
| ---- | ---- | ---- | ---- | ---- | ---- | ---- | ---- | ---- |
| 992  | 945  | 916  | 836  | 821  | 837  | 871  | 844  | 847  |

| 1962 | 1968 | 1975 | 1982 | 1990 | 1999 | 2005 | 2006 | 2010 |
| ---- | ---- | ---- | ---- | ---- | ---- | ---- | ---- | ---- |
| 758  | 708  | 620  | 596  | 516  | 523  | 506  | 500  | 486  |

| 2015 | 2020 | 2022 | - | - | - | - | - | - |
| ---- | ---- | ---- | - | - | - | - | - | - |
| 498  | 481  | 484  | - | - | - | - | - | - |

### Enseignement
L'école catholique du Grand-Marronnier scolarise 25 élèves en maternelle/CP et 14 en primaires en septembre 2016.

### Manifestations culturelles et festivités
Yakan'vy (troupe de théâtre et de cabaret)

### Santé
L'hôpital le plus proche se situe à Bressuire. Le nouvel hôpital Nord Deux-Sèvres est en construction à Faye-l'Abbesse.

### Sports
Les habitants de la commune disposent d'une société de boule en bois, d'une association de chasse, d'un club de football et d'une association de paintball sportif R2B.

## Économie

### Revenus de la population et fiscalité
En 2011, le revenu fiscal médian par ménage était de 22 008 €, la commune comptait 211 ménages.

### Entreprises et commerces
D'après l'Insee, au 31 décembre 2015, Neuvy-Bouin comptait 58 établissements : 24 dans l’agriculture-sylviculture-pêche, 4 dans l'industrie, 4 dans la construction, 22 dans le commerce-transports-services divers et 4  étaient relatifs au secteur administratif.
Un seul commerce présent dans la commune : le bar-restaurant qui fait également point poste, pain et épicerie.

## Culture locale et patrimoine

### Lieux et monuments

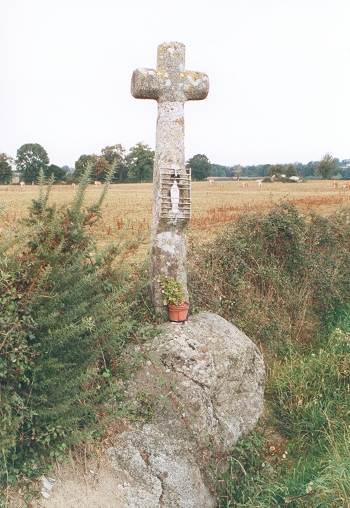
La croix Mongeais.

La commune compte plusieurs monuments intéressants : 
- Église Notre-Dame de Neuvy-Bouin ;
- la croix du Petit Bouin ;
- la croix Mongeais ;
- le Moulin au Petit Fay (XIXe siècle) ;
- la croix hosannière de Neuvy (XIIIe siècle) ;
- le logis de Beauregard (XVIe et XVIIe siècles) : Beauregard relevait en 1581 de la seigneurie de la Poupelière d'Azay sur Thouet ;
- le logis du Vieux-Bouin (XVIe et XVIIe siècles))
- le logis de Rochevineuse (XIXe siècle) : à partir du XIVe siècle, le fief connut pratiquement les mêmes propriétaires que le château de Nuchèze. Propriété des Nuchèze en 1365, la Rochevineuse passe ensuite aux Montalembert vers 1439, aux Robin en 1521, aux Longueraire en 1584 et à Jacques Garnier en 1630.

#### Le site du chaos granitiques de Gâtine Poitevine du village de La Garrelière

##### Site classé
La Roche Branlante de la Garrelière est un site classé parmi les sites et monuments naturels de caractère artistique le 31 mai 1910. Ce classement est abrogé le 22 août 2013 en raison d'un nouveau classement.
Le site du chaos granitique de Gâtine poitevine dans son ensemble comprenant le site de la Garrelière à Neuvy-Bouin ainsi que deux autres sites situés à Largeasse et Ménigoute sont classés en raison de leurs caractères pittoresque et scientifique, par décret ministériel du 22 août 2013. Un rapport de présentation a été réalisé par la Direction Régionale de l'environnement de Poitou-Charentes en juillet 2009.
Le site classé de la Garelière s'étend sur environ 110 hectares autour des villages de la Garrelière, de la Ménardière, du Moulin de Fay et, du petit Fay. Ce site comprend le bois de l'Hermite".

##### Le bois de l'Hermite
Les rochers granitiques du bois de l'Ermite sont un ensemble de curieux chirons. Le tout est très étendu et l'on peut penser qu'il y ait eu dans des temps très reculés un culte des pierres, des eaux et des bois. On peut y voir le chiron de la justice, la grotte de l'Hermite surmontée d'une énorme roche oscillante (aussi nommé grotte aux loups et la chapelle aux druides), le rocher du Conseil, la pierre du sacrifice, etc.

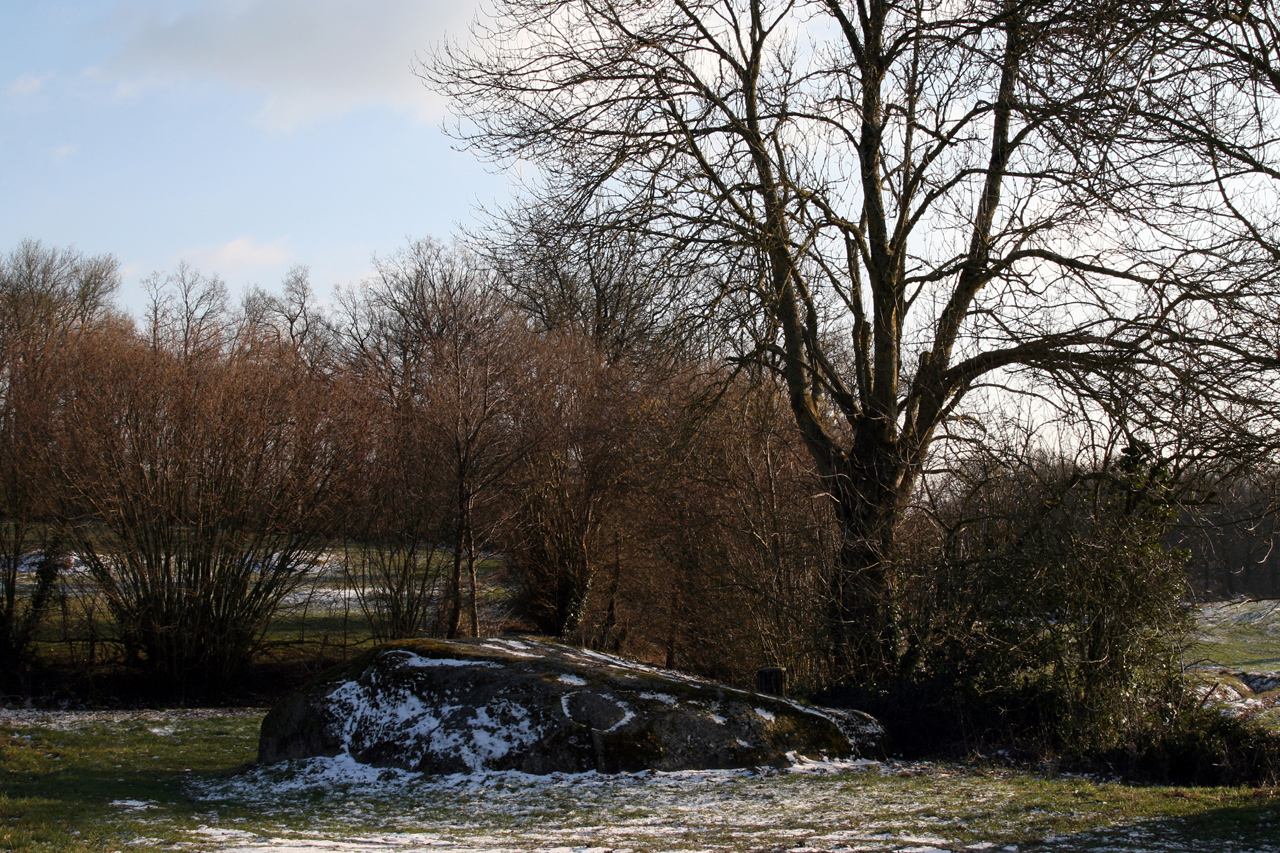
Le bois de l'Ermite.
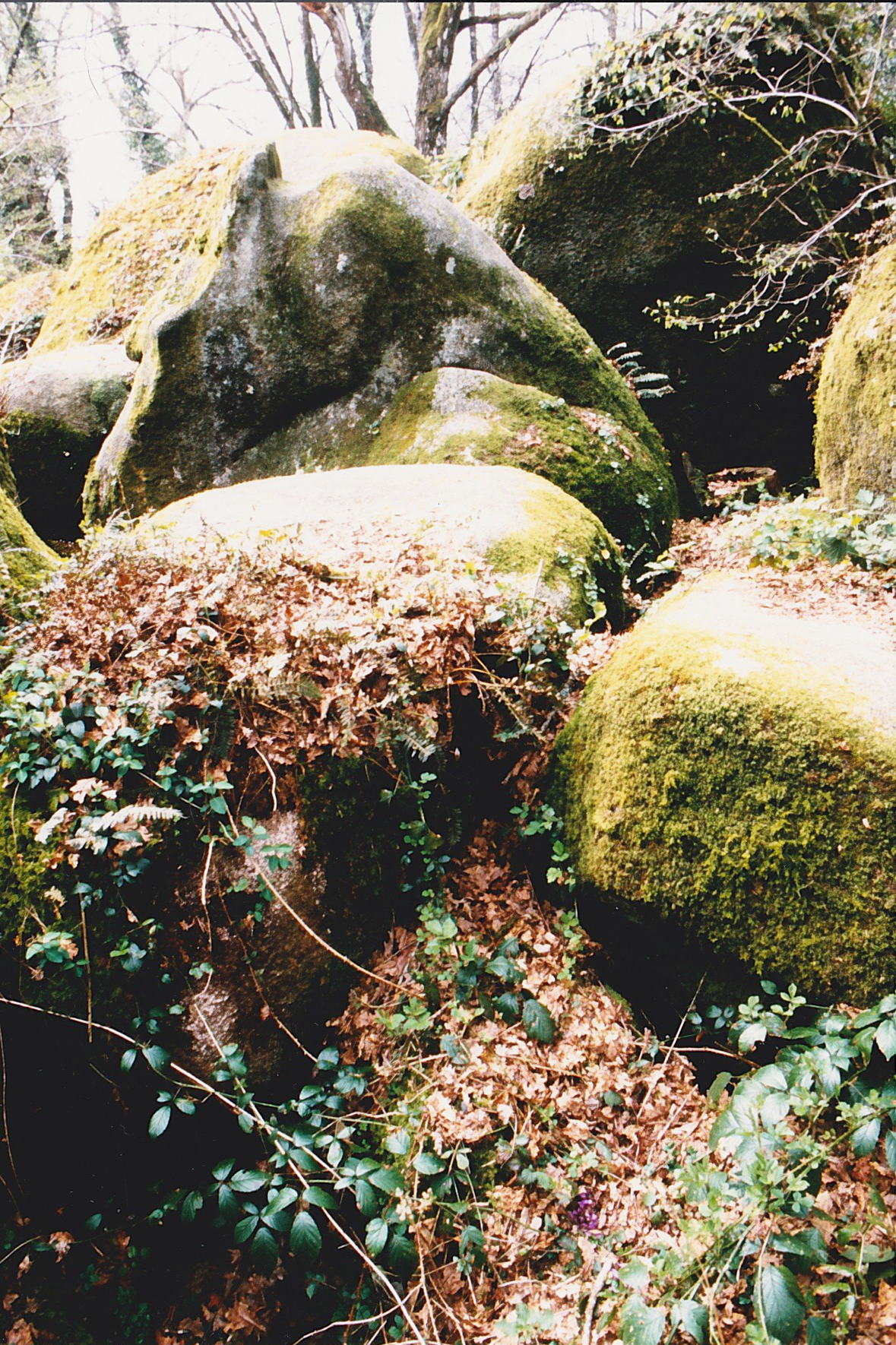
« La Selle » à La Garrelière qui évoque non seulement une Selle mais aussi une tête de cheval
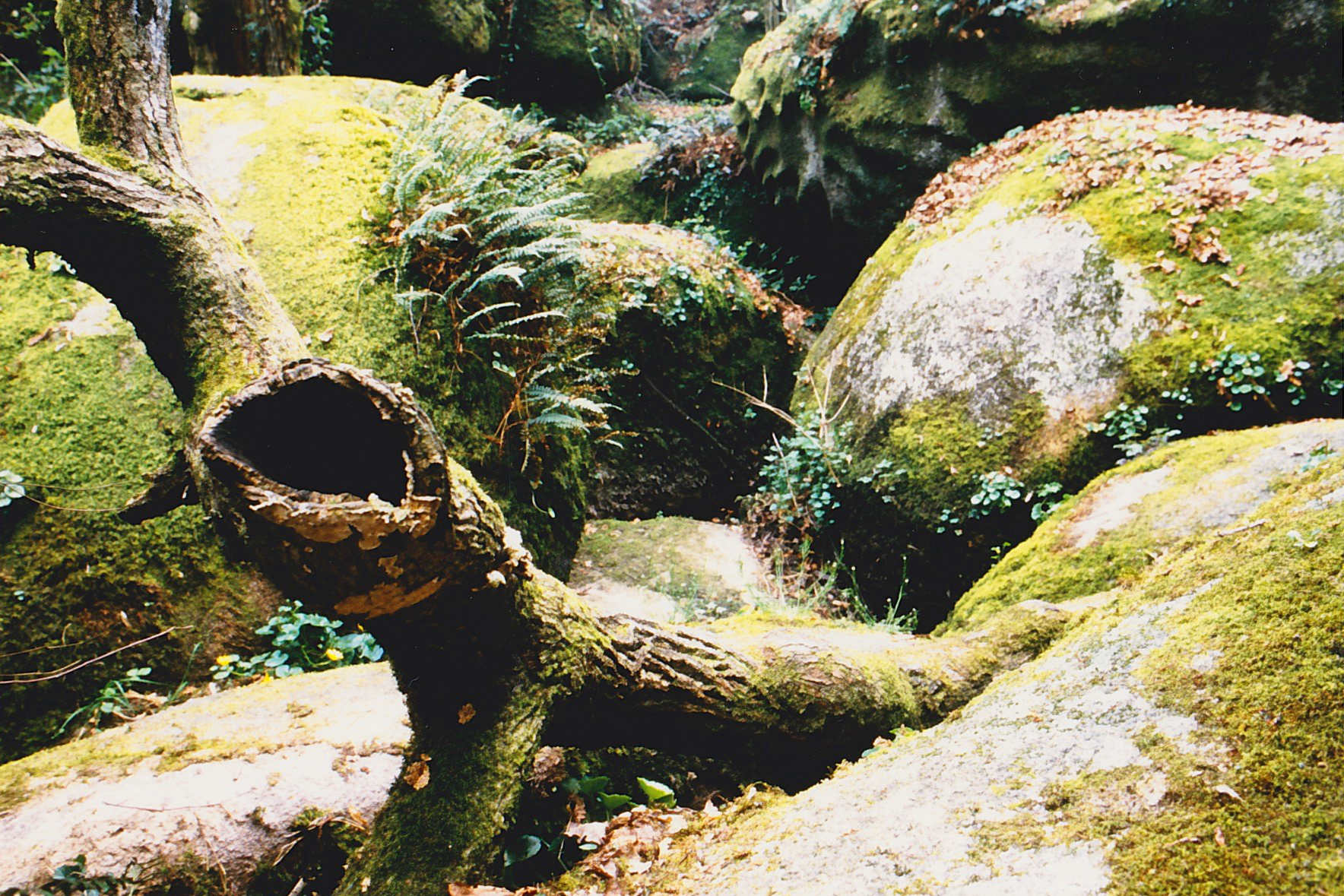
La « Coquille Saint Jacques », roc renversé et cannelé
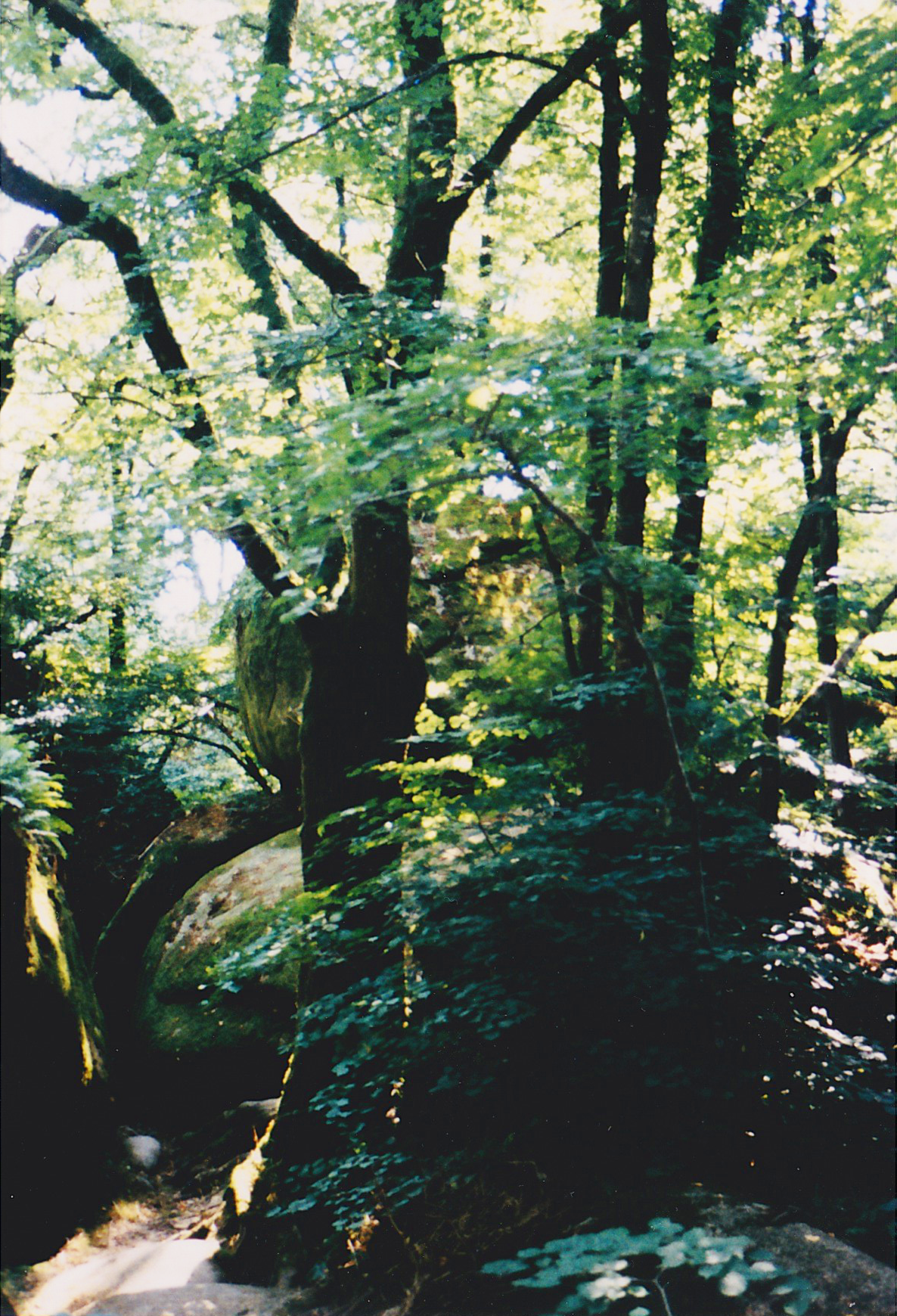
Le Rocher branlant du Bois de l’Ermite, situé sur le « toit » de la grotte de l’Ermite
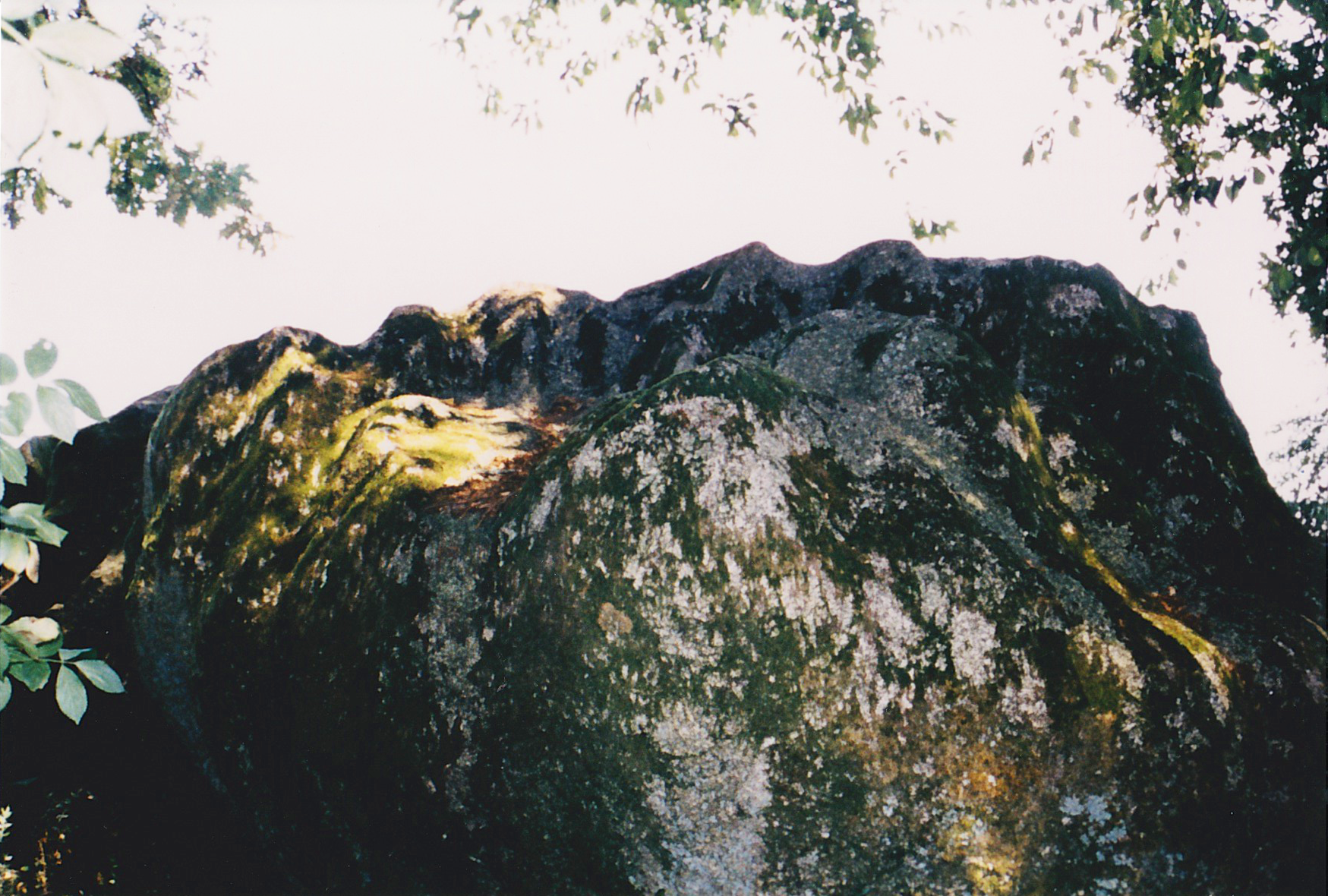
Chiron avec de multiples cavités en forme de sièges
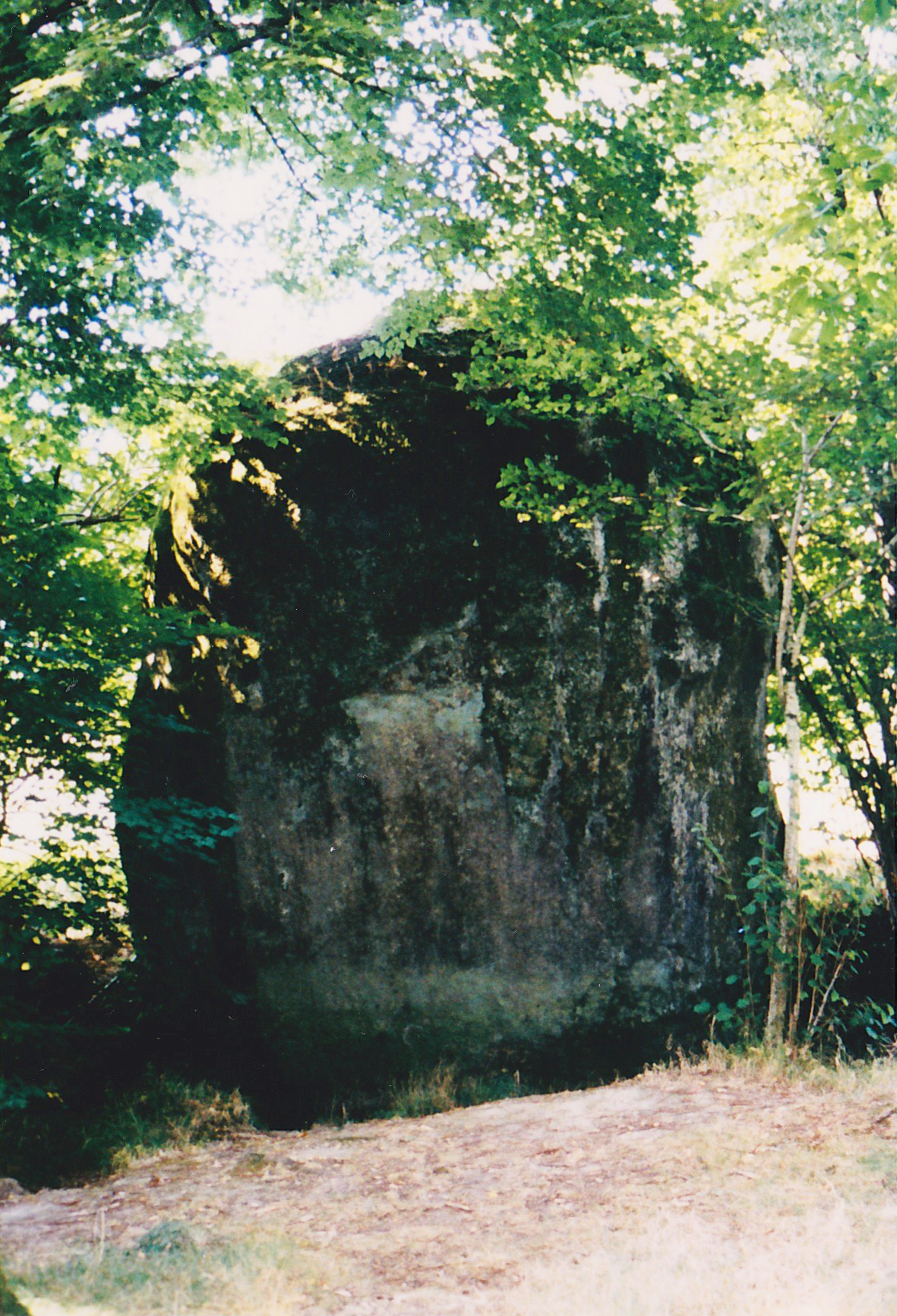
« Le pain de sucre »
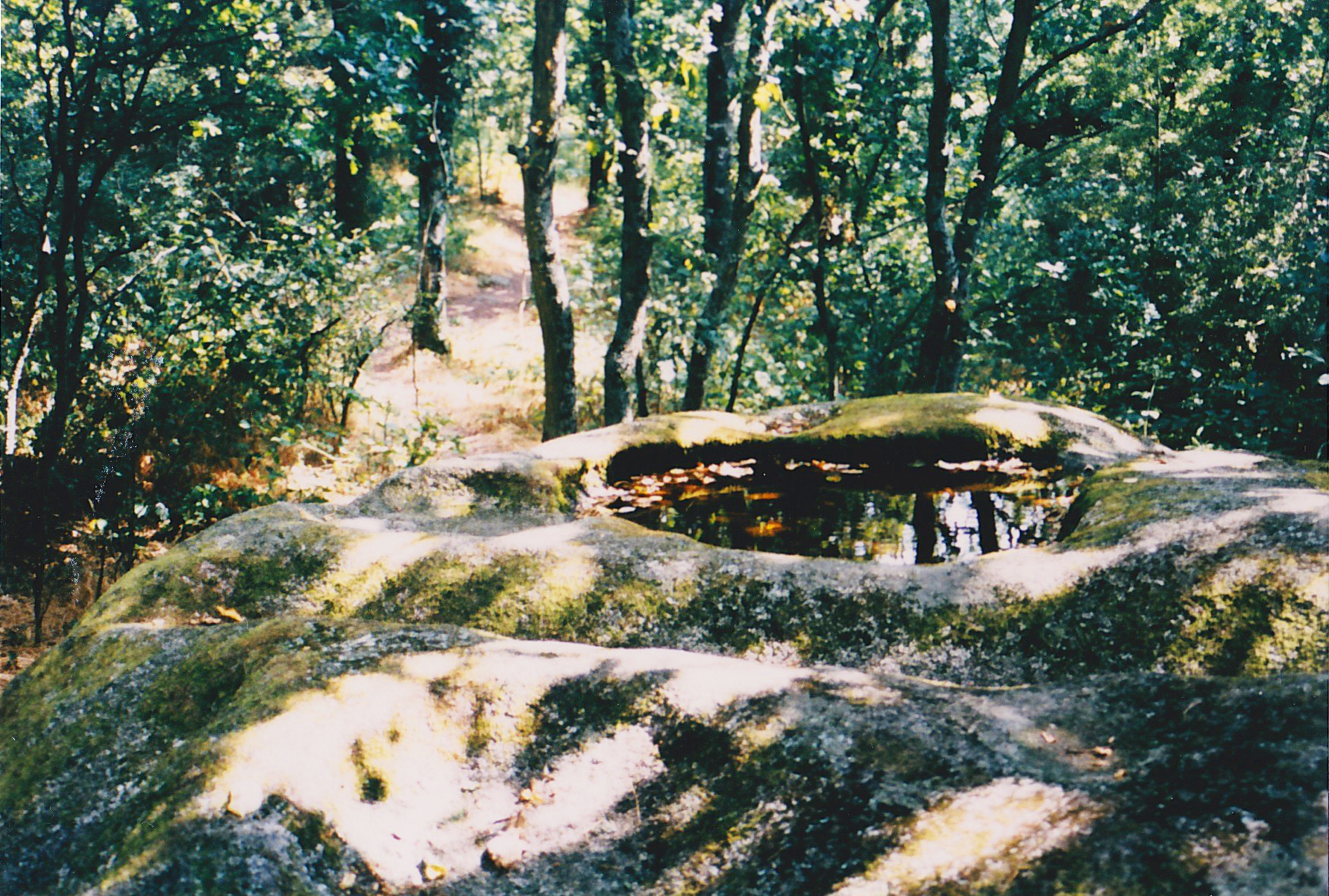
« La pierre des sacrifices »

### Personnalités liées à la commune
- Famille Robin, seigneurs de Neuvy-Bouin.